# Es Coto
Es Coto és una petita platja de la Colònia de Sant Jordi. Està ubicada al costat del Moll de la Sal i davant de l'illot de na Llarga. És una platja de sorra fina i té 60 metres de llargària i 20 d'amplada. Aquesta platgeta solitària és de sorra daurada fina, amb voreres rocoses recobertes de posidònia i molt poca de pendent. El fons marí és rocós i gairebé sense profunditat. Aquests dos últims elements representen un seriós inconvenient per al bany i l'afluència de banyistes, ja que hi ha una espècie d'escull, a mig metre de profunditat, que s'estén des de la bocana fins a la vora.